# Кряжимское
Кряжимское — село в Сосновоборском районе Пензенской области России. Административный центр Еремеевского сельсовета.

## География
Село находится в истоке реки Чусарлей.

### Часовой пояс
Село Кряжимское, как и вся Пензенская область, находится в часовой зоне МСК (московское время). Смещение применяемого времени относительно UTC составляет +3:00.

## История
Решением Законодательного собрания Пензенской области от 22 ноября 1995 года № 249-13 Центральной усадьбе совхоза «Кряжимский» присвоено наименование село Кряжимское.

## Население
| 1959 | 1979 | 1989 | 1996 | 2002 | 2010 |
| ---- | ---- | ---- | ---- | ---- | ---- |
| 119  | ↗252 | ↗405 | ↗436 | ↘360 | ↘262 |